# Marathon de Chicago 2013
Navigation
Édition précédente Édition suivante
Le Marathon de Chicago de 2013 est la 36e édition du Marathon de Chicago, aux États-Unis, qui a lieu le dimanche 13 octobre 2013. C'est le cinquième des World Marathon Majors à avoir lieu en 2013. Le Kényan Dennis Kimetto remporte la course masculine avec un temps de 2 h 3 min 45 s et signe un nouveau record de l'épreuve. Sa compatriote Rita Jeptoo, déjà titrée au Marathon de Boston 2013, s'impose chez les femmes en 2 h 19 min 57 s.

## Résultats

### Hommes
| Rang | Athlète           | Nationalité | Temps           |
| ---- | ----------------- | ----------- | --------------- |
|      | Dennis Kimetto    | Kenya       | 2 h 03 min 45 s |
|      | Emmanuel Mutai    | Kenya       | 2 h 04 min 52 s |
|      | Sammy Kitwara     | Kenya       | 2 h 05 min 16 s |
| 4    | Micah Kogo        | Kenya       | 2 h 06 min 56 s |
| 5    | Dathan Ritzenhein | États-Unis  | 2 h 09 min 45 s |
| 6    | Ayele Abshero     | Éthiopie    | 2 h 10 min 10 s |
| 7    | Hiroaki Sano      | Japon       | 2 h 10 min 29 s |
| 8    | Moses Mosop       | Kenya       | 2 h 11 min 19 s |
| 9    | Yoshinori Oda     | Japon       | 2 h 11 min 29 s |
| 10   | Matt Tegenkamp    | États-Unis  | 2 h 12 min 28 s |

### Femmes
| Rang | Athlète                | Nationalité | Temps           |
| ---- | ---------------------- | ----------- | --------------- |
|      | Rita Jeptoo            | Kenya       | 2 h 19 min 57 s |
|      | Jemina Sumgong Jelegat | Kenya       | 2 h 20 min 48 s |
|      | Maria Konovalova       | Russie      | 2 h 22 min 46 s |
| 4    | Aliaksandra Duliba     | Biélorussie | 2 h 23 min 44 s |
| 5    | Atsede Baysa           | Éthiopie    | 2 h 26 min 42 s |
| 6    | Ehitu Kiros Reda       | Éthiopie    | 2 h 27 min 42 s |
| 7    | Yukiko Akaba           | Japon       | 2 h 27 min 49 s |
| 8    | Abebech Afework        | Éthiopie    | 2 h 28 min 38 s |
| 9    | Clara Santucci         | États-Unis  | 2 h 31 min 39 s |
| 10   | Melissa White          | États-Unis  | 2 h 32 min 37 s |

### Fauteuils roulants (hommes)
| Rang | Athlète | Nationalité | Temps |
| ---- | ------- | ----------- | ----- |
|      |         |             |       |
|      |         |             |       |
|      |         |             |       |

### Fauteuils roulants (femmes)
| Rang | Athlète | Nationalité | Temps |
| ---- | ------- | ----------- | ----- |
|      |         |             |       |
|      |         |             |       |
|      |         |             |       |